# Svenska mästerskapen i längdskidåkning 1997
Svenska mästerskapen i längdskidåkning 1997 arrangerades i Åsarna.

## Medaljörer, resultat

### Herrar
| Gren                    | Guld                                                         | Guld                                                         | Silver              | Silver                 | Brons          | Brons                  |
| 15 km (F)               | Torgny Mogren                                                | Åsarna IK                                                    | Vladimir Smirnov    | Stockviks SF           | Per Elofsson   | IFK Umeå               |
| 30 km (F)               | Vladimir Smirnov                                             | Stockviks SF                                                 | Anders Bergström    | Svenska Skidspelens SK | Torgny Mogren  | Åsarna IK              |
| 50 km (K)               | Lars Håland                                                  | Svenska Skidspelens SK                                       | Torgny Mogren       | Åsarna IK              | Niklas Jonsson | Piteå SGIF             |
| Jaktstart (10 F + 15 K) | Vladimir Smirnov                                             | Stockviks SF                                                 | Mathias Fredriksson | Häggenås SK            | Lars Håland    | Svenska Skidspelens SK |
| Stafett 3 x 10 km (K)   | Åsarna IK (Peter Göransson, Morgan Göransson, Torgny Mogren) | Åsarna IK (Peter Göransson, Morgan Göransson, Torgny Mogren) |                     |                        |                |                        |
| Lagtävling 15 km        | Åsarna IK                                                    | Åsarna IK                                                    |                     |                        |                |                        |
| Lagtävling 30 km        | Svenska Skidspelens SK                                       | Svenska Skidspelens SK                                       |                     |                        |                |                        |
| Lagtävling 50 km        | Åsarna IK                                                    | Åsarna IK                                                    |                     |                        |                |                        |
| Lagtävling Jaktstart    | Svenska Skidspelens SK                                       | Svenska Skidspelens SK                                       |                     |                        |                |                        |

### Damer
| Gren                   | Guld                                                                   | Guld                                                                   | Silver           | Silver             | Brons        | Brons        |
| 5 km (K)               | Annika Evaldsson                                                       | Brunflo IF                                                             | Antonina Ordina  | SK Tegsnäspojkarna | Sara Hugg    | Stockviks SF |
| 15 km (F)              | Sara Hugg                                                              | Stockviks SF                                                           | Antonina Ordina  | SK Tegsnäspojkarna | Lotta Ekberg | IFK Mora     |
| 30 km (K)              | Anna Frithioff                                                         | Kvarnsvedens GoIF                                                      | Annika Evaldsson | Brunflo IF         | Elin Ek      | Bergeforsen  |
| Jaktstart (5 F + 10 K) | Antonina Ordina                                                        | SK Tegsnäspojkarna                                                     | Sara Hugg        | Stockviks SF       | Elin Ek      | Bergeforsen  |
| Stafett 3 x 5 km (K)   | Kvarnsvedens GoIF (Karin Säterkvist, Annelie Svensson, Anna Frithioff) | Kvarnsvedens GoIF (Karin Säterkvist, Annelie Svensson, Anna Frithioff) |                  |                    |              |              |
| Lagtävling 5 km        | Stockviks SF                                                           | Stockviks SF                                                           |                  |                    |              |              |
| Lagtävling 15 km       | Stockviks SF                                                           | Stockviks SF                                                           |                  |                    |              |              |
| Lagtävling 30 km       | Kvarnsvedens GoIF                                                      | Kvarnsvedens GoIF                                                      |                  |                    |              |              |
| Lagtävling Jaktstart   | Stockviks SF                                                           | Stockviks SF                                                           |                  |                    |              |              |

### Webbkällor
- Svenska Skidförbundet
- Sweski.com